# Telema nipponica
Telema nipponica är en spindelart som först beskrevs av Takeo Yaginuma 1972.  Telema nipponica ingår i släktet Telema och familjen Telemidae. Inga underarter finns listade i Catalogue of Life.